# Limba engleză veche
Engleza veche (sau anglo-saxonă, engleza veche englisc) este o formă timpurie a limbii engleze, vorbită în părți ale Angliei și Scoției actuale între secolul V și secolul XII. Este o limbă germanică de vest, deci îndeaproape legată de frizona veche și saxona veche. A fost puternic influențată de nordica veche. Este și legată de germana și neerlandeza. „Beowulf” este o capodoperă a literaturii anglo-saxone.